# Miguel Martínez i Lluch
Miguel Martínez i Lluch (Llanera de Ranes, Valencia, 3 de octubre de 1943) fue un político español. Alcalde de Llanera de Ranes por Unió Valenciana desde 1991 a 2003. Durante su mandato se acometió la modernización de su población con la construcción del polígono industrial. Construyó dos museos: Museu etnologic Luis Perales y Museu d'Aquareles Boluda. 
Estos son algunos rasgos adicionales de su biografía:
- Liberado diocesano de la Juventud Agrícola y Rural Católica (JARC).
- Miembro del Consejo Nacional de Unión Valenciana.
- Directivo de la Sociedad de Bandas de Música de la Comunidad Valenciana.
- Juez de paz de Llanera de Ranes.
- Miembro de la Junta directiva del centro cultural de Llanera de Ranes.

- Datos: Q6014715